# Lophiola aurea
Lophiola aurea là một loài thực vật có hoa trong họ Nartheciaceae. Loài này được Ker Gawl. mô tả khoa học đầu tiên năm 1813.